# 希尔施巴赫
希尔施巴赫是德国巴伐利亚州的一个市镇。总面积31.01平方公里，总人口1269人，其中男性647人，女性622人（2011年12月31日），人口密度41人/平方公里。